# 혜총
혜총(惠聰, ? ~ ?)은 백제 위덕왕 때의 승려이다.

## 생애
588년(백제 위덕왕 35) 영근(令斤), 혜식(惠寔) 등과 함께 석가의 유골인 불사리를 가지고 왜에 다녀왔다. 이어, 595년(위덕왕 42년)에 다시 왜에 건너가 고구려 승려 혜자와 함께 삼보(三寶)의 동량(棟梁)이 되었고, 호코지(法興寺)에 머물면서 일본 불교 발전을 위해 많은 공을 세웠다.